# Marie De Groodt-Lasseel
Marie Hortense Alphonse De Groodt-Lasseel (Westgate-on-Sea, 21 september 1914 - Edegem, 13 september 2004) was een arts en de eerste vrouwelijke rector in Europa.

## Biografie
Haar ouders waren op de vlucht gedurende Eerste Wereldoorlog toen Marie werd geboren.
Na de oorlog woonden ze in Antwerpen en volgde Marie het lager onderwijs en een deel van haar secundair in de Sint-Lutgardisschool. Haar secundair onderwijs maakte ze af in het lyceum en ze legde examen af voor de centrale examencommissie in 1932. Ze werd verliefd op een Duitse student, Frits Scheuermann, en trouwde met hem in 1938.
Met de aanvang van Tweede Wereldoorlog stopte ze haar studies en verhuisde met haar man naar Duitsland. Scheuermann moest strijden aan het oostfront. Doordat zij dacht dat hij gesneuveld was, verhuisde zij na de oorlog terug naar België en hervatte haar studies.
In 1950 scheidde ze van Scheuermann en behaalde zij het diploma van arts aan de Rijksuniversiteit Gent. Van 1950 tot 1965 bleef ze actief aan de universiteit van Gent. In 1959 hertrouwde ze met Georges J. Lasseel In 1966 ging ze aan de slag bij de Rijksuniversitair Centrum Antwerpen (RUCA). Tussen 1977 en 1981 was ze er rector.
Ze lag mee aan de basis van de Vlaamse Interuniversitaire Raad (VLIR).
Daarnaast was ze stichtend lid van het Fonds L. Craeybeckx, F. Detiège, F. Grootjans vzw (nu ActUA)
Is de moeder van Dietrich Scheuermann
Ze werd begraven op haar geboortedag.

## Erkentelijkheden
- Ere-rector van het RUCA

- Nederlandse Thesaurus van Auteursnamen: 124312721
- Virtual International Authority File: 283623846
- WorldCat: E39PBJdWXc6Wx7JwwvMDY83YT3